# Marcos Leonardo
Marcos Leonardo Santos Almeida (Itapetinga, 2 de maio de 2003) é um futebolista brasileiro que atua como centroavante. Atualmente joga pelo Al-Hilal.

## Carreira

### Santos
A jovem promessa chegou às categorias de base do Santos em agosto de 2014, aos 11 anos, por intermédio de uma franquia Meninos da Vila, na cidade de Taubaté.

#### Sub-13 e Sub-14
Em 2015, foi o artilheiro do Campeonato Paulista Sub-13 com 25 gols.
Já no ano seguinte, quando jogou quantidade menor de jogos por estar no Sub-14, foi o vice-artilheiro com 21 gols, ficando atrás apenas de Kaio Jorge, seu companheiro de clube que, na ocasião, marcou 22 gols.

#### Sub-15
Em 2018, foi o artilheiro da Copa Nike, com nove gols em seis jogos, onde foi eleito também o melhor jogador do campeonato.
Também representando o Santos na disputa do Jeju International Youth Tournament, na Coreia do Sul, e retornou com sete gols anotados.
Marcos Leonardo anotou 36 gols no Campeonato Paulista Sub-15 deste ano, quebrando o recorde da competição, que pertencia a outro santista: Yuri Alberto.

#### Sub-17
O jogador esteve em campo com a equipe Santista na Copa do Brasil Sub-17 no ano de 2018, onde alcançou a semifinal. Na competição, Marcos foi um dos destaques tendo marcado 5 gols na competição (dois a menos que o artilheiro João Pedro).
O jogador também atuou pelo Campeonato Brasileiro Sub-17 de 2019, onde sua equipe ficou pelo caminho ainda na primeira fase da competição.

#### Sub-20
No mesmo ano, o atacante dirigiu-se à equipe Sub-20 do Santos e disputou o Campeonato Brasileiro Sub-20 de 2019. No entanto, a equipe continuou a fazer resultados ruins e foi eliminada ainda na primeira fase da competição.
No ano de 2019, por ambas as competições, o jogador marcou dois gols em oito partidas.

##### Copinha de 2020
O jogador esteve disponível pela equipe santista durante a participação da equipe pela Copa São Paulo de Futebol Júnior. O jovem atacante destacou-se no elenco fazendo três gols nas três primeiras partidas do Santos, ajudando o clube paulista a liderar o grupo 2 com 100% de aproveitamento.
Todavia, ao enfrentarem a Ponte Preta nos 32 avos de final, o jogador não contribuiu balançando as redes em um empate por 1 a 1 no tempo normal. Com o jogo seguindo para os pênaltis, Marcos errou sua cobrança e viu a Macaca conseguir a classificação.

#### 2020
Após subir da base, assinando seu primeiro contrato profissional com 16 anos, o jogador passou a ser relacionado, ainda que sem entrar, a alguns jogos pelo treinador Cuca. No dia 21 de agosto de 2020, durante a 4ª rodada do Campeonato Brasileiro, contra o Sport, o atacante estreou na Ilha do Retiro no minuto 35 do segundo tempo, substituindo Yeferson Soteldo, na vitória dos santistas por 1 a 0.
Em sua estreia, o atacante expressou sua felicidade de poder atuar pela equipe paulista:
| “ | Ilha do Retiro, quinta-feira, 20 de agosto de 2020. Dia da minha estreia como jogador profissional do Santos. Hoje foi o dia de realizar um dos meus maiores sonhos, foi o dia de mostrar a todos os que acreditaram em mim que eu estou preparado para mostrar o meu trabalho e a minha dedicação. Muito obrigado aos meus pais, familiares , companheiros, amigos e a toda a nação santista que esteve na torcida por mim. Agradeço pela minha estreia, agradeço pela nossa vitória. Espero continuar ajudando a equipe e os meus companheiros. Deus, obrigado por mais essa benção, honrarei o Seu nome sempre. Aqui é Santos! | ” |

Durante o Campeonato Brasileiro, o jogador continuou atuando de maneira discreta pela equipe do Peixe, até que, em sua quarta partida como profissional, balançou as redes pela primeira vez ao enfrentar o Goiás no Estádio Serra Dourada. Após o cruzamento de Madson, Marcos chutou de primeira com o pé esquerdo e aplicou o terceiro gol da equipe paulista na vitória de seu time por 3 a 2.
Ao final do Brasileirão daquele ano, o jogador fizera cinco gols ao todo, incluindo o único gol da partida no Clássico Alvinegro pela 33ª rodada de liga.
Pela Copa do Brasil, Marcos estreou contra o Ceará nos jogos de volta na Arena Castelão, mas fez apenas 12 minutos na partida. No primeiro jogo, o time de São Paulo empatou em 0 a 0, mas o time nordestino fez valer o apoio da torcida local e eliminou a equipe do atacante santista com uma vitória simples de 1 a 0.
Durante a grande campanha do Santos na Copa Libertadores da América, Marcos Leonardo estreou contra o Club Olimpia pela fase de grupos da competição. Após ser suplente não utilizado por duas rodadas, o atacante voltou a entrar no decorrer da partida contra o Defensa y Justicia e marcou seu primeiro gol em Libertadores, mesmo estando em campo por apenas 8 minutos. Sua última partida, no entanto, aconteceu nos jogos de volta das quartas de finais contra o Grêmio, na vitória do time do sudeste por 4 a 1 na Vila Belmiro. Ao final da competição, o Santos foi vice-campeão após perderem a final contra o Palmeiras.

#### 2021
Após passar em branco na pior campanha do Santos em Campeonatos Paulistas (pelo Paulistão de 2021), o jogador começou sua temporada de maneira muito irregular no Campeonato Brasileiro. Ele vivia seu maior jejum de gols desde a estreia pelo profissional e só veio a balançar as redes durante a 12ª rodada, contra o Red Bull Bragantino, num empate por 2 a 2. No entanto, o atacante voltaria a ficar muitas rodadas sem marcar gols.
Contudo, foi durante a rodada 35, após ficar 15 partidas sem entrar em campo, que o atacante voltou a balançar as redes. Na partida, contra o Fortaleza, o jogador marcou seu primeiro doblete na carreira. Após isso, o jogador marcou mais um gol pelos próximos dois jogos: contra o Internacional e contra o Flamengo. Na partida contra o time rubro-negro, o jogador levou um cartão amarelo e foi suspenso. Com isso, não pôde atuar na última partida contra o Cuiabá.
Atuando pela Copa do Brasil, a jovem promessa brasileira marcou um gol contra a Juazeirense em uma goleada por 4-0. Esse foi seu único gol na competição. O clube santista foi eliminado na rodada seguinte (quartas de final) contra o Athletico Paranaense.
Disputando a Copa Libertadores da América, o jogador contribuiu com dois gols para sua equipe: ambos contra o San Lorenzo durante a Pré-Libertadores. Ao chegar na fase de grupos, a equipe brasileira não conseguiu pontos o suficiente para se garantirem na próxima fase da competição. Por isso, foram eliminados ao ficarem em 3º colocado no grupo C, sendo essa a primeira vez em 37 anos que o Santos havia saído ainda na primeira fase da Libertadores. No entanto, a equipe conseguiria vaga para Sul-Americana, após ficar acima do 4º colocado no grupo. Marcos Leonardo não marcou mais gols durante a Copa.
Pela Copa Sul-Americana, o Santos foi eliminado nas quartas de final após perder o jogo de volta para o Libertad. O atacante não participou de gols nessa competição, e ainda foi expulso na última partida que atuou após discutir com o árbitro depois do apito final.
Marcos Leonardo ficou com sete gols em 40 jogos pelo time da Baixada Santista. Tais números o deixaram muito perto de ser o artilheiro da equipe no ano. No entanto, Kaio Jorge (com oito gols) e Marinho (nove gols) ficaram à frente do atacante.

#### 2022

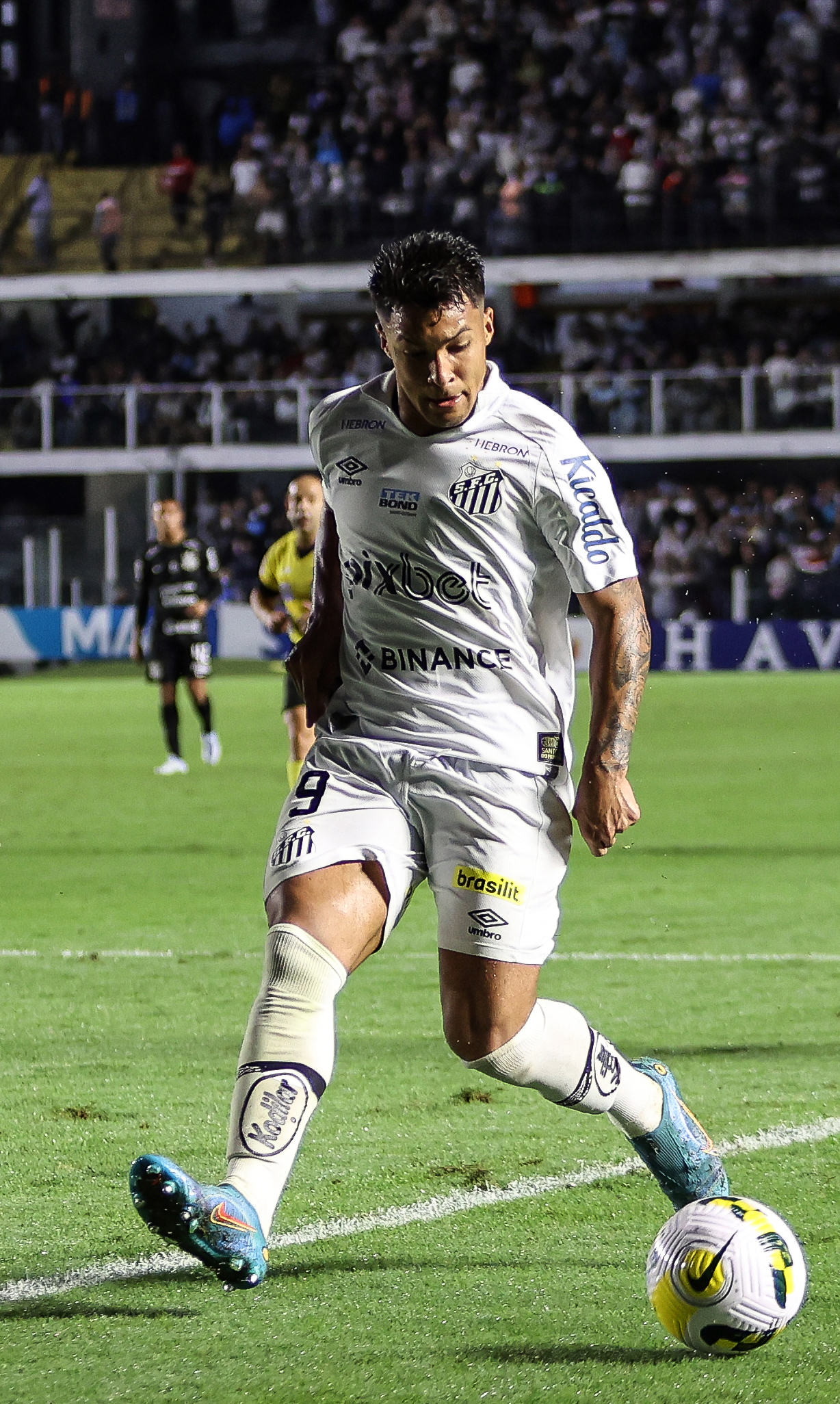
Marcos Leonardo em 2022

Começando a temporada pelo Campeonato Paulista, o jogador destacou-se com os dois gols contra o Corinthians na terceira rodada. No entanto, ainda que o atacante fizesse mais dois gols no Campeonato Estadual, o time não conseguiu classificação para as fases finais do Paulistão.
Após mais uma campanha ruim de Paulistão, Marcos Leonardo voltou suas atenções para o Campeonato Brasileiro. Lá, o jogador fizera sua melhor temporada até então. Em nove rodadas, o jovem participou de seis gols e ajudou o time a manter uma posição estável na tabela do Brasileirão.
Enquanto se firmava ainda mais no time titular, o atacante voltava a participar de gols e assistências pela equipe. Na 18ª rodada, quando fez um gol e uma assistência contra o Botafogo, o jogador completou a marca de 100 jogos pelo Peixe e ganhou uma placa do executivo de futebol da época. Em sua comemoração após fazer um gol na partida, o jogador homenageou o atacante Ricardo Oliveira, que havia marcado época na equipe paulista. Ele falou sobre a idolatria que tem pelo jogador:
| “                                                                                  | Todo mundo sabe que o Ricardo Oliveira é um dos meus ídolos dentro e fora de campo. Converso com ele sempre que posso e é uma honra poder falar com ele. Desde pequeno o assistia e me espelhava nele. Esse gol foi para ele. | ” |
| — Marcos Leonardo, após comemorar seu 27º gol em sua centésima partida pelo Santos | |   |

Ao final daquela temporada no Campeonato Brasileiro, Marcos Leonardo marcou 13 gols e ajudou sua equipe a garantir a 12ª colocação na tabela.

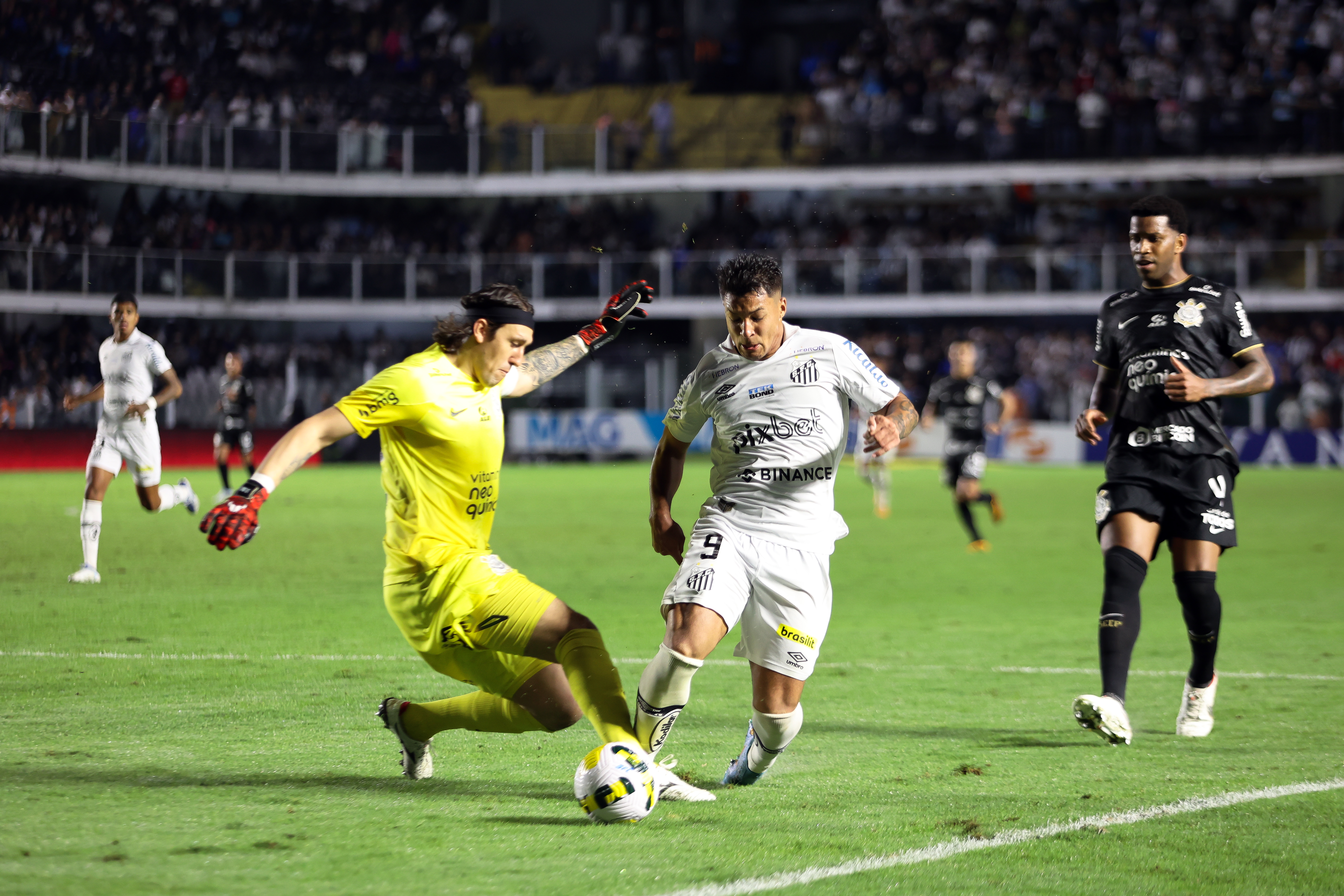
Momento exato em que o goleiro Cássio comete um pênalti em Marcos Leonardo pela Copa do Brasil de 2021

Pela Copa do Brasil, o jogador demorou quatro partidas para marcar seu primeiro gol na competição. Foi contra o Coritiba, em uma vitória dos paulistas por 3 a 0.
Após esse jogo, o Santos enfrentou o Corinthians e foi derrotado pela equipe adversária por 4 a 0 na Neo Química Arena. No jogo de volta das oitavas de final, na Vila Belmiro, Marcos fez o único gol do jogo de pênalti dando adeus à competição com apenas dois gols marcados.
Após esse jogo, com o Timão classificado, um torcedor do time da casa invadiu o gramado para agredir o goleiro corintiano. Porém o atacante Marcos Leonardo impediu que o invasor conseguisse machucar o arqueiro. Sobre o caso, o atacante comentara:
| “ | Eu estava de frente, eu vi o torcedor indo no Cássio, ele estava de costas, tentei protegê-lo. Não preciso nem falar da pessoa dele, um fenômeno que está defendendo o Corinthians. O que eu não quero comigo eu não quero com os outros, então, felizmente, tentei ajudar ele, como poderia ajudar um torcedor meu ou qualquer um. Meus pais me deram o ensinamento de sempre ajudar o próximo. | ” |

A atitude do jogador fora elogiada pela esposa do goleiro, e sua ação repercutiu bastante nos veículos de impressa do Brasil naquela época.
Pela Copa Sul-Americana, o jogador marcou apenas um gol em três jogos no grupo C (não jogou os outros três por ter sido suspenso após levar um cartão vermelho na última edição de Sul-Americana): contra o Banfield no último jogo a fase de grupos da competição.
Seguindo a competição, o Santos foi eliminado nas penalidades contra o Deportivo Táchira Fútbol Club pelas oitavas de final. Na partida, Marcos empatou o jogo em 1 a 1 na metade do segundo tempo, mas não teve a oportunidade de cobrar sua penalidade pois o clube paulista havia errado duas batidas, e o time adversário conseguiu passar de fase balançando a rede em todas as cobranças. Essa foi a primeira vez que o Santos foi eliminado para uma equipe venezuelana.

Ainda que tivesse tido muito destaque na temporada, o jogador ponderou sobre como suas expectativas não haviam sido batidas em relação ao desempenho coletivo do time:

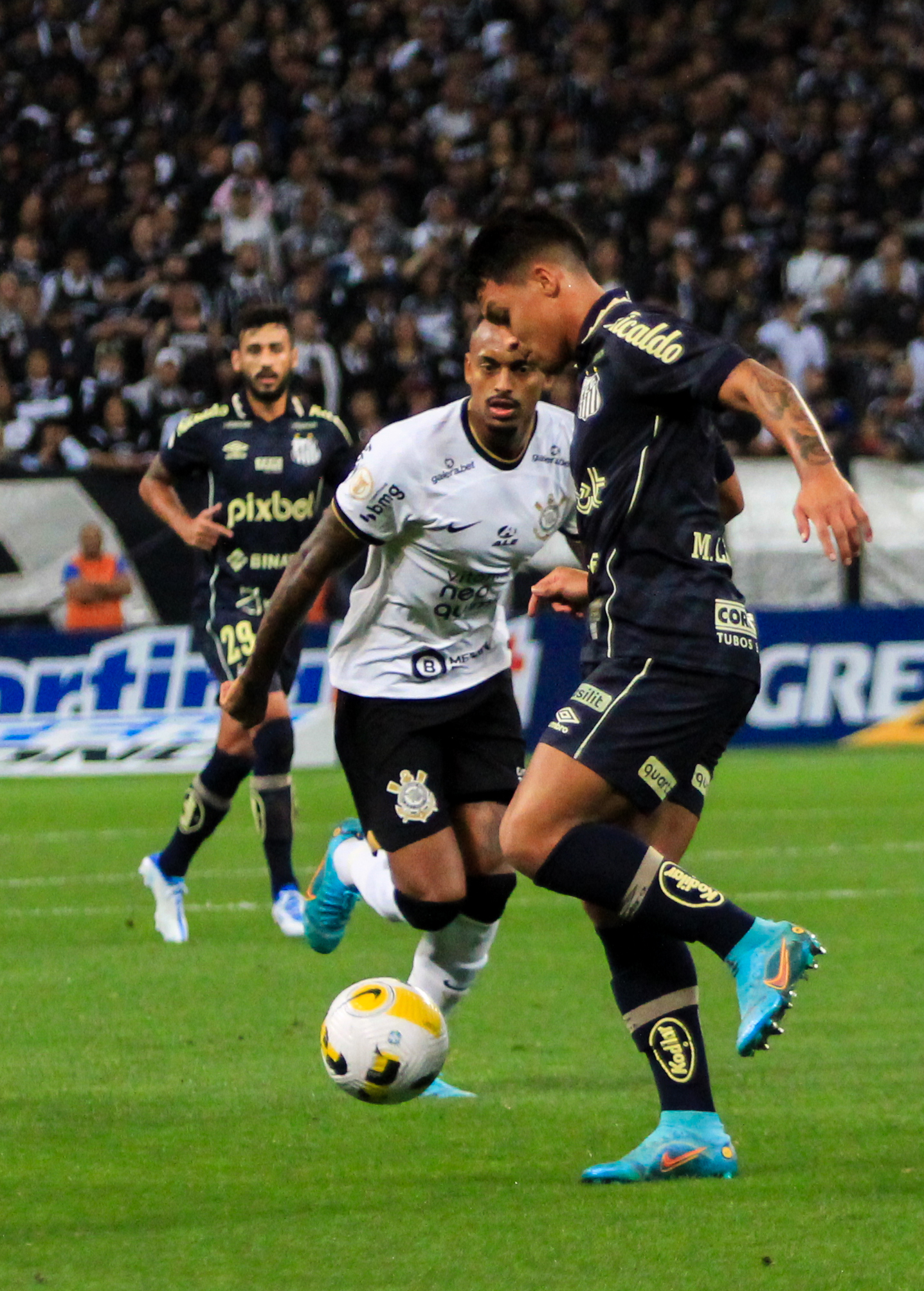
Marcos Leonardo contra o Corinthians pelo Brasileirão de 2022.

| “ | 2022 foi um ano desafiador. Minha primeira temporada usando a camisa 9 do clube que eu amo. Tivemos muitos obstáculos, dificuldades. Sempre tentei deixar meu melhor em campo em todos os jogos. Individualmente foi um bom ano, 21 gols e seis assistências, mas não terminou da maneira que queria para o Santos. Só que é nas adversidades que tiramos lições e crescemos. Em 2023 novamente os obstáculos aparecerão, e eu estarei ainda mais preparado. Quero seguir fazendo gols, e ajudar o Santos a estar no topo. Obrigado a Deus, primeiramente, por me permitir fazer o que mais amo. Também a minha família, amigos, companheiros de Santos por sempre estarem ao meu lado. E, principalmente, a essa torcida maravilhosa que sempre nos apoia. 2023 vai ser um novo ano. Certamente com mais alegrias e, se Deus quiser, conquistas. Santos, sempre Santos! | ” |

#### 2023
Ainda que tenha estreado marcando dois gols contra o Mirassol, e também tenha repetido o doblete contra a Portuguesa, e tenha participado diretamente dos dois gols contra o Corinthians, Marcos não conseguiu ajudar no time santista a garantir vaga na próxima fase do Paulistão.
Já pelo Campeonato Brasileiro, Marcos fez suas primeiras participações em gol contra equipes mineiras: fez um gol contra o América Mineiro. e uma assistência contra o Cruzeiro Após essa partida contra a Raposa, o jogador foi liberado pela diretoria para jogar o Mundial Sul-20 com a Seleção Brasileira de base. A liberação foi contestada pelos torcedores do Peixe, mas o jogador tratou de explicar sua decisão em entrevista:
| “ | Foi difícil a liberação. Fiquei conversando com o presidente, com o Falcão, com todo mundo. Eles sabiam do meu desejo de disputar o Mundial pela seleção. É um campeonato que todo menino sonha. Eu não sou diferente. Pedi, sim. Tinha um trato já feito com eles. Fico feliz com a minha importância na seleção e no Santos. Trabalhei bastante e fico muito feliz. | ” |

Ele explicou a insistência com o diretor de futebol Paulo Roberto Falcão para atuar na Seleção Sub-20:
| “ | Ainda mais que alguns meninos não foram liberados [para a seleção]. Mas eu falei que trato é trato. Então, tem que me liberar para a seleção. Era o que eu queria, é o meu sonho. | ” |

Após cinco jogos sem atuar pelo Brasileirão por conta da sua estadia com a Seleção de base (foi substituído pelo atacante Deivid Washington nos jogos que ficou ausente), o jogador retornou para continuar a campanha na Liga.
Na 18ª rodada, uma antes do time entrar na zona de rebaixamento, o jogador comemorou 150 jogos pelo time paulista. Na ocasião, o jogador marcou um gol no empate em 1-1 contra o Athletico Paranaense (de outra jovem promessa, o Vitor Roque). Seu futuro na equipe, até aquele momento, era incerto. O Santos já havia vendido a jovem promessa Deivid Washington para o Chelsea e o presidente Andrés Rueda, que assumiu após o desligamento de Falcão por denúncias de importunação sexual, queria manter o artilheiro da equipe até o fim da temporada. Seu futuro estava em aberto, o desejo do jovem era sair e rumar ao Continente Europeu, e Andrés prometeu ao jogador que o negociaria, mas o jogador permaneceu na equipe pelas próximas semanas e isso irritou o craque brasileiro que já estava disposto a abrir mão do valor que ele receberia em uma proposta oficial justamente para deixar o Brasil.
A tensão entre jogador e presidente foi somada a um péssimo momento do Santos. Ainda que o jogador tivesse tido destaque individual contra Goiás e Botafogo (marcando duas vezes em ambos os jogos), e também marcando sete gols em cinco jogos jogados, havia uma má fase do seu time que adentrou na zona de rebaixamento após derrota contra o Fortaleza fora de casa em estreia do técnico Diego Aguirre — Marcos não jogou essa partida, pois pediu para ser negociado. No entanto, os valores oferecidos pela Roma não agradaram ao clube brasileiro. O jogador, na partida seguinte, ajudou a equipe marcando um gol na vitória contra o Grêmio por 2 a 1, mas o time continuou a permanecer entre os últimos quatro colocados da tabela. A situação se estendeu por mais uma rodada e o treinador da equipe foi demitido.
Durante a reta final do Campeonato Brasileiro de 2023, esteve envolvido em polêmica ao chegar atrasado e supostamente embriagado para uma viagem da equipe ao jogo contra o Athletico Paranaense, válido pela 37ª rodada. Na partida seguinte, o atacante foi rebaixado após derrota do time santista por 2 a 1 diante o Fortaleza. Marcos Leonardo finalizou a temporada com 16 gols pelo Brasileirão.
Pela Copa do Brasil, o jogador estreou contra o Ceilândia, mas sem participar de gols na vitória do clube santista. Na rodada seguinte, contra o Iguatu, ele fez uma grande partida e anotou dois gols. Marcos permaneceu balançando as redes na rodada seguinte contra o Botafogo de São Paulo nos jogos de ida. No jogo de volta, apesar da vitória do Santos, Leonardo não fez gols. Esse foi o último jogo do jovem na competição.
Nas partidas seguintes, contra o Bahia, Marcos não esteve em campo, pois jogava com a Seleção Sub-20 no Mundial. A equipe paulista foi eliminada nos pênaltis no segundo jogo da Copa do Brasil e deu adeus à competição.
Pela Copa Sul-Americana de 2023, o jogador só marcou um gol: contra o Newell's Old Boys na penúltima rodada da fase de grupos da competição. O clube brasileiro não conseguiu somar pontos o suficiente e foi eliminado da competição antes de disputar a fase de eliminatórias.
Marcos terminou sua última temporada em solo brasileiro com 49 partidas com 21 gols marcados.
Em despedida, após negociar com o futebol europeu, Marcos Leonardo declarou em sua saída do Santos:
| “                                            | Querido Santos Futebol Clube, você me acolheu quando jogar bola era só um grande sonho de criança. Me desenvolveu e permitiu realizar meu primeiro objetivo: me profissionalizar com a sua camisa. Tivemos uma relação intensa. Foram muitos desafios, vitórias e realizações. Gostaria de ter brigado por títulos, mas sempre deixei o meu máximo no campo. A vida é feita de ciclos. Cheguei aos 11 anos, e estou saindo com 20. Imaginei que, quando chegasse esse momento, seria de uma maneira diferente. O ano de 2023 foi o pior momento em sua vitoriosa história centenária. Mesmo com todo meu empenho, não foi possível evitar o seu rebaixamento. Peço mais uma vez desculpas. Me doeu e foi um dos dias mais tristes da minha vida. Você sempre será o clube que terá, da minha família e, eternamente de mim, a gratidão, o carinho, o respeito. Gostaria também nesta mensagem agradecer ao torcedor que sempre me apoiou. Também a todos os profissionais com quem vivemos a paixão pelo Santos. Sentirei falta da Vila lotada, de fazer gols com a sua camisa, e, principalmente, de você, Santos! Mesmo longe, seguirei na torcida. Afinal, serei eternamente um Menino da Vila. Como diz o hino, Santos, sempre Santos! | ” |
| — Marcos Leonardo, ao se despedir do Santos. | |   |

Apesar da temporada ruim do time paulista, que culminou no histórico rebaixamento para a Série B do Campeonato Brasileiro, Marcos Leonardo concluiu sua passagem pela equipe fazendo 21 gols em 49 partidas naquela temporada. Sua passagem pelo time da Vila Belmiro terminou com o atacante marcando 54 gols e 11 assistências em 168 jogos.

### Benfica

#### 2023–24
Em 2 de janeiro de 2024, o presidente do Santos, Marcelo Teixeira, recebeu a visita em Santos do Diretor Desportivo do Benfica, Rui Pedro Braz, recebendo uma proposta para Marcos Leonardo atuar no clube português. No dia seguinte, foi confirmada a venda do jogador por 18 milhões de euros (equivalente 96,33 milhões de reais), e Marcos firmou um contrato válido por cinco temporadas. Com o acordo, o Santos ganhará 10% do valor que excede os 18 milhões de euros pagos em uma futura venda, ou seja, o lucro da próxima venda.
O atacante foi anunciado oficialmente no Benfica no dia 5 de janeiro, assinando até junho de 2029.
Em 14 de janeiro de 2024, na 17ª rodada da Primeira Liga, Marcos Leonardo estreou pelo Benfica diante o Rio Ave. O atacante havia entrado no começo do segundo tempo, substituindo o centroavante brasileiro Arthur Cabral, e marcou um gol na reta final da partida que terminou em goleada por 4–1 para os Encarnados.
| “                                               | NOITE ESPECIAL. Muito feliz pela minha estreia, e por marcar meu primeiro gol com esta camisa, uma sensação inexplicável que ficará pra sempre na minha memória,obrigado equipa e adeptos pelo apoio do início ao fim, vocês são incríveis. “É só o começo”. | ” |
| — Marcos Leonardo após sua estreia pelo Benfica | |   |

Na sequência do Campeonato, Marcos conseguiu chegar a marca de sete gols em 14 partidas, tendo feito seus três primeiros gols em sequência. No entanto, o clube não conseguiu atingir nenhum título, tendo sido eliminado na Taça de Portugal e Taça da Liga nas semifinais, além de ficar em segundo colocado na tabela da Liga Portuguesa.
Pela Liga Europa, Marcos estreou nos 16 avos e sofreu um pênalti diante o Toulouse. Ángel Di María acertou a cobrança e trouxe a vitória ao time lusitano. O Benfica, no entanto, sofreu uma eliminação nas quartas de final, quando não conseguiram superar o Olympique de Marseille em uma disputa por pênaltis. Leonardo não participou das cobranças por não ter entrado na partida, mas ele já tinha desperdiçado uma batida contra o Estoril na Taça da Liga.

### Al-Hilal
Após apenas um semestre, e 24 partidas com oito gols marcados, Marcos aceitou assinar com o Al-Hilal, para jogar na Arábia Saudita, em setembro de 2024. Os árabes pagaram uma quantia de 40 milhões de euros pelo atacante brasileiro. O contrato assinado por Marcos teve a validade de cinco temporadas.
Marcos fez sua estreia pelo clube árabe em 14 de setembro, na vitória de 3-0 sobre o Al-Riyadh. Ele chegou a fazer um gol na partida, mas foi anulado. Seu primeiro gol pela equipe foi na partida seguinte, na vitória de 3-1 sobre o Al-Rayyan.
Em 16 de janeiro de 2025, Marcos Leonardo marcou seu primeiro hat-trick pela equipe, na vitória sobre goleada de 9-0 contra o Al-Fateh. O primeiro gol  foi de pênalti, o segundo foi um chute de fora da área e o terceiro foi uma cabeçada de uma falta cobrada por Rúben Neves. Na mesma partida, ele saiu lesionado. 

## Seleção Nacional

### Sub-17
Marcos Leonardo representou o Brasil na categoria Sub-17, disputando o Torneio Montaigu 2019 e o Torneio de Desenvolvimento da UEFA.

### Sub-18
No dia 12 de fevereiro de 2021, o jogador e o seu companheiro de Santos, Renyer, foram convocados para a Sub-18.

### Sub-20
Foi convocado em abril de 2023 para a Seleção Brasileira, para disputar a Copa do Mundo FIFA Sub-20 na Argentina, competição em que marcou cinco gols e uma assistência, sendo o artilheiro da seleção.

### Sub-23
Em setembro de 2023, o jogador havia sido convocado para dois amistosos contra Seleção Marroquina, contudo, a segunda partida amistosa foi cancelada por conta de um terremoto em Marrocos. Marcos jogou o primeiro jogo e sua seleção perdeu por 1-0.
Em preparação para o Torneio Pré-Olímpico, o treinador Ramon Menezes convocou Marcos Leonardo para estar com a Seleção Brasileira em um período de treinos em 7 de novembro de 2023.

## Estatísticas
Atualizadas até 21 de outubro de 2024[carece de fontes?]

### Clubes
| Equipe            | Temporada         | Campeonato nacional | Campeonato nacional | Campeonato nacional | Copa nacional[a] | Copa nacional[a] | Copa nacional[a] | Competições continentais[b] | Competições continentais[b] | Competições continentais[b] | Outros torneios[c] | Outros torneios[c] | Outros torneios[c] | Total | Total | Total   |
| Equipe            | Temporada         | Jogos               | Gols                | Assist.             | Jogos            | Gols             | Assist.          | Jogos                       | Gols                        | Assist.                     | Jogos              | Gols               | Assist.            | Jogos | Gols  | Assist. |
| ----------------- | ----------------- | ------------------- | ------------------- | ------------------- | ---------------- | ---------------- | ---------------- | --------------------------- | --------------------------- | --------------------------- | ------------------ | ------------------ | ------------------ | ----- | ----- | ------- |
| Santos            | 2020              | 18                  | 4                   | 0                   | 1                | 0                | 0                | 3                           | 1                           | 0                           | —                  | —                  | —                  | 22    | 5     | 0       |
| Santos            | 2021              | 16                  | 5                   | 0                   | 6                | 1                | 0                | 11                          | 1                           | 0                           | 7                  | 0                  | 0                  | 40    | 7     | 0       |
| Santos            | 2022              | 35                  | 13                  | 3                   | 6                | 2                | 0                | 4                           | 2                           | 0                           | 12                 | 4                  | 2                  | 57    | 21    | 5       |
| Santos            | 2023              | 31                  | 13                  | 2                   | 4                | 3                | 0                | 3                           | 1                           | 0                           | 11                 | 4                  | 2                  | 49    | 21    | 4       |
| Santos            | Total             | 100                 | 35                  | 5                   | 17               | 6                | 0                | 21                          | 5                           | 0                           | 30                 | 8                  | 4                  | 168   | 54    | 9       |
| Benfica           | 2023–24           | 14                  | 7                   | 0                   | 3                | 0                | 0                | 4                           | 0                           | 1                           | —                  | —                  | —                  | 21    | 7     | 1       |
| Benfica           | 2024–25           | 3                   | 1                   | 0                   | 0                | 0                | 0                | 0                           | 0                           | 0                           | —                  | —                  | —                  | 3     | 1     | 0       |
| Benfica           | Total             | 17                  | 8                   | 0                   | 3                | 0                | 0                | 4                           | 0                           | 1                           | 0                  | 0                  | 0                  | 24    | 8     | 1       |
| Al-Hilal          | 2024–25           | 4                   | 1                   | 0                   | 1                | 1                | 0                | 2                           | 2                           | 0                           | —                  | —                  | —                  | 7     | 4     | 0       |
| Al-Hilal          | Total             | 4                   | 1                   | 0                   | 1                | 1                | 0                | 2                           | 2                           | 0                           | 0                  | 0                  | 0                  | 7     | 4     | 0       |
| Total na carreira | Total na carreira | 121                 | 44                  | 5                   | 22               | 4                | 0                | 27                          | 7                           | 1                           | 30                 | 8                  | 4                  | 199   | 66    | 10      |

- a. ^ Jogos da Copa do Brasil, da Taça de Portugal e da Taça da Liga
- b. ^ Jogos da Copa Libertadores da América, da Copa Sul-Americana e da Liga Europa da UEFA
- c. ^ Jogos do Campeonato Paulista

### Seleção Brasileira
| Ano   |       |      |         |
| Ano   | Jogos | Gols | Assist. |
| ----- | ----- | ---- | ------- |
| 2019  | 7     | 3    | 0       |
| Total | 7     | 3    | 0       |

| Ano   |       |      |         |
| Ano   | Jogos | Gols | Assist. |
| ----- | ----- | ---- | ------- |
| 2021  | 3     | 3    | 1       |
| Total | 3     | 3    | 1       |

| Ano   |       |      |         |
| Ano   | Jogos | Gols | Assist. |
| ----- | ----- | ---- | ------- |
| 2022  | 3     | 6    | 1       |
| 2023  | 5     | 5    | 1       |
| Total | 8     | 11   | 2       |

| Ano   |       |      |         |
| Ano   | Jogos | Gols | Assist. |
| ----- | ----- | ---- | ------- |
| 2023  | 1     | 0    | 0       |
| Total | 1     | 0    | 0       |

| Ano   |       |      |         |
| Ano   | Jogos | Gols | Assist. |
| ----- | ----- | ---- | ------- |
| 2019  | 7     | 3    | 0       |
| 2021  | 3     | 3    | 1       |
| 2022  | 3     | 6    | 1       |
| 2023  | 6     | 5    | 1       |
| Total | 19    | 17   | 3       |

## Títulos

### Prêmios individuais
- Chuteira de Prata da Copa do Mundo FIFA Sub-20: 2023[138]
- Artilheiro da Copa do Mundo de Clubes da FIFA de 2025: 4 gols